# Natalia Estrada (album)
Natalia Estrada è il primo album della showgirl spagnola Natalia Estrada, pubblicato nel 1999 dall'etichetta discografica EMI.

## Descrizione
Il disco è uscito in seguito ad alcune esperienze nel mondo della musica della conduttrice: nel 1997 era stato pubblicato l'EP Quiero cantar, mentre ha partecipato al Festivalbar dello stesso anno con il brano Eres tierra de sol, contenuto in questo disco.

## Tracce
1. Chiquita Bom Bom – 3:33 (testo: Raoul Farias – musica: Massimo Marrocchi)
2. Noches de pasión (Medley with Paris Latino) – 6:31 (testo: Carlos Perez, Josè Perez, Rudi Lantermo – musica: Marco Zangirolami)
3. Borrachita – 4:49 (testo: Rudi Lantermo – musica: Gianni Zen, Maurizio Sacchi, Paolo Verlanzi)
4. Devuélveme la libertad – 3:46 (testo: Rudi Lantermo – musica: Marco Zangirolami)
5. Remedia esta pasión – 4:37 (testo: Rudi Lantermo – musica: Marzo Zangirolami)
6. La banda – 3:53 (testo: B. Nolar)
7. Mi locura – 3:54 (testo: Katia Hausmann – musica: Davide Tosato, Fabio Notaro)
8. A media lux – 4:13 (testo: Raoul Farias)
9. A dos pasos dal mar – 3:41 (testo: Stefano Jurgens – musica: Massimo Marrocchi)
10. Sólo yo me perdía – 3:32 (testo: Massimo Marrocchi)
11. Oilì, oilà – 3:21 (testo: Massimo Marrocchi – musica: Fabrizio Baldoni, Gino De Stefani)
12. Eres tierra de sol – 3:35 (testo: Milagrosa Ortiz Martin – musica: Pino Santapaga, Matteo Bonsanto, Stefano Pulga)